# در قند هندوانه
در قند هندوانه نام یکی از رمان‌های کوتاه ریچارد براتیگان، نویسنده و شاعر آمریکایی است که در سال ۱۹۶۸ چاپ شده است. این اثر داستان یک کمون است که حول یک خانه محفلی، که آی‌دث (iDEATH) نام دارد، پرداخته شده است. در این فضا، بسیاری از چیزها از شیره قند استخراج‌شده از هندوانه یا از چوب کاج، ساخته می‌شود. چشم‌انداز طبیعی محیط مدام تغییر می‌کند و هر یک از روزهای هفته به یکی از رنگ‌های هندوانه‌هایی است که مردم کمون پرورش می‌دهند.

## خلاصه پیرنگ
خواننده از زبان اول شخص راوی داستان مردم و وقایع «آی‌دث» را می‌شنود. گره اصلی توسط مارگارت (Margaret) که زمانی عاشق راوی بوده و مردی یاغی، به نام «این‌بویل» (inBOIL)، که آی‌دث را ترک کرده و در جایی به نام «کارگاه فراموش‌شده» (Forgotten Works) زندگی می‌کند، ایجاد می‌شود. کارگاه فراموش‌شده جایی است که تمام چیزهای به‌جامانده از تمدنی ازبین‌رفته روی هم تلنبار شده است. دارودسته این‌بویل در این محل از چیزهای فراموش‌شده‌ای که پیدا می‌کنند، ویسکی استخراج می‌کنند و روزگارشان با نوشیدن محصولات خودشان می‌گذرد.

## تفسیر
در مورد «آی‌دث» تفسیرهای گوناگونی می‌توان مطرح کرد؛ از جمله این که این مکان نوعی باغ عدن در جهانی پسارستاخیزی است و راوی و عشق جدید او نمادی از آدم و حوا هستند. داستان بر اساس تجارب کمونی دهه ۱۹۶۰ میلادی و فصل مشترک فناوری و طبیعت شکل گرفته است. به عنوان مثال، مصالح ساخت چیزها عمدتاً در آی‌دث، قند هندوانه، چوب کاج و سنگ‌هایی است که از دوردست آورده شده‌اند.
این اثر را مهدی نوید به فارسی ترجمه کرده و نشر چشمه در سال ۱۳۸۴ به چاپ رسانده است.